# Norman Schwarzkopf jr.
Herbert Norman (Norman) Schwarzkopf jr. (Trenton (New Jersey), 22 augustus 1934 – Tampa (Florida), 27 december 2012) was een Amerikaanse viersterrengeneraal. Hij werd tijdens de Golfoorlog van 1990-1991 bekend als Stormin' Norman.
Schwarzkopf werd geboren als Herbert Norman Schwarzkopf jr. en was de zoon van de militair Norman Schwarzkopf die destijds bij de New Jersey State Police werkte. Zijn grootouders van vaderszijde waren Duitse immigranten. In januari 1952 werd zijn naam op zijn geboorteakte officieel gewijzigd in H. Norman Schwarzkopf.
Schwarzkopf senior werd in 1942 in Teheran gestationeerd, en zijn gezin volgde hem daarheen in 1946. Norman was toen twaalf jaar oud en ging in Teheran naar de 'Community High School'. Later volgde hij onderwijs aan de 'International School' van Genève. In 1950 keerde hij terug naar de Verenigde Staten, waar hij aan de Valley Forge Military Academy en aan West Point studeerde. In 1956 studeerde hij aan West Point af in werktuigbouwkunde. Hij werd tweede luitenant bij de infanterie en was in 1960-1961 gestationeerd te West-Berlijn. In 1964 haalde hij aan de University of Southern California zijn master werktuigbouwkunde.
Schwarzkopf vertrok in 1965 als vrijwilliger naar Vietnam waar hij adviseur was bij de Zuid-Vietnamese luchtlandingsdivisie. Hij keerde terug naar de Verenigde Staten, gaf twee jaar les aan West Point en trouwde in 1968 met Brenda Holsinger.
In 1970 keerde hij terug naar Vietnam. Na zijn terugkeer studeerde Schwarzkopf aan het United States Army War College. Hij werkte op het Pentagon, werd enkele malen gepromoveerd en was in 1983 Deputy Commander van de Joint Task Force tijdens de invasie van Grenada. In 1988 werd Schwarzkopf gepromoveerd tot generaal. Hij werd opperbevelhebber van het United States Central Command, en was als zodanig commandant van de geallieerde strijdkrachten tijdens de Golfoorlog (1990-1991).
Schwarzkopf steunde George W. Bush bij de Amerikaanse presidentsverkiezingen van 2004 tegen John Kerry, maar hij was korte tijd later kritisch over het Irakbeleid van Bush junior en minister van defensie Donald Rumsfeld. In 2008 steunde hij de Republikeinse presidentskandidaat John McCain. Schwarzkopf was lid van Mensa, een organisatie voor hoogbegaafden.

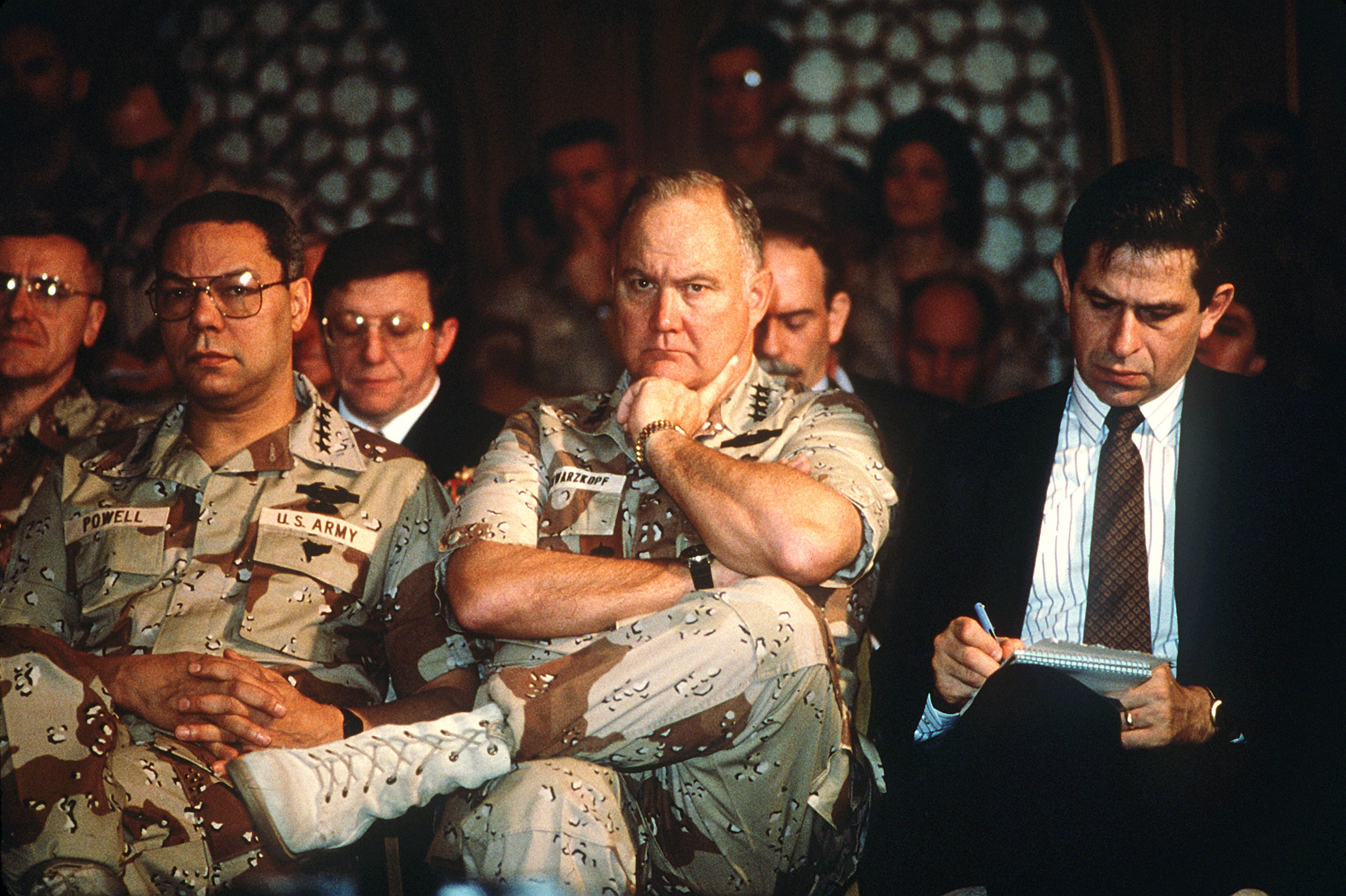
Colin Powell, Norman Schwarzkopf en Paul Wolfowitz luisteren naar een persconferentie van Dick Cheney in 1991
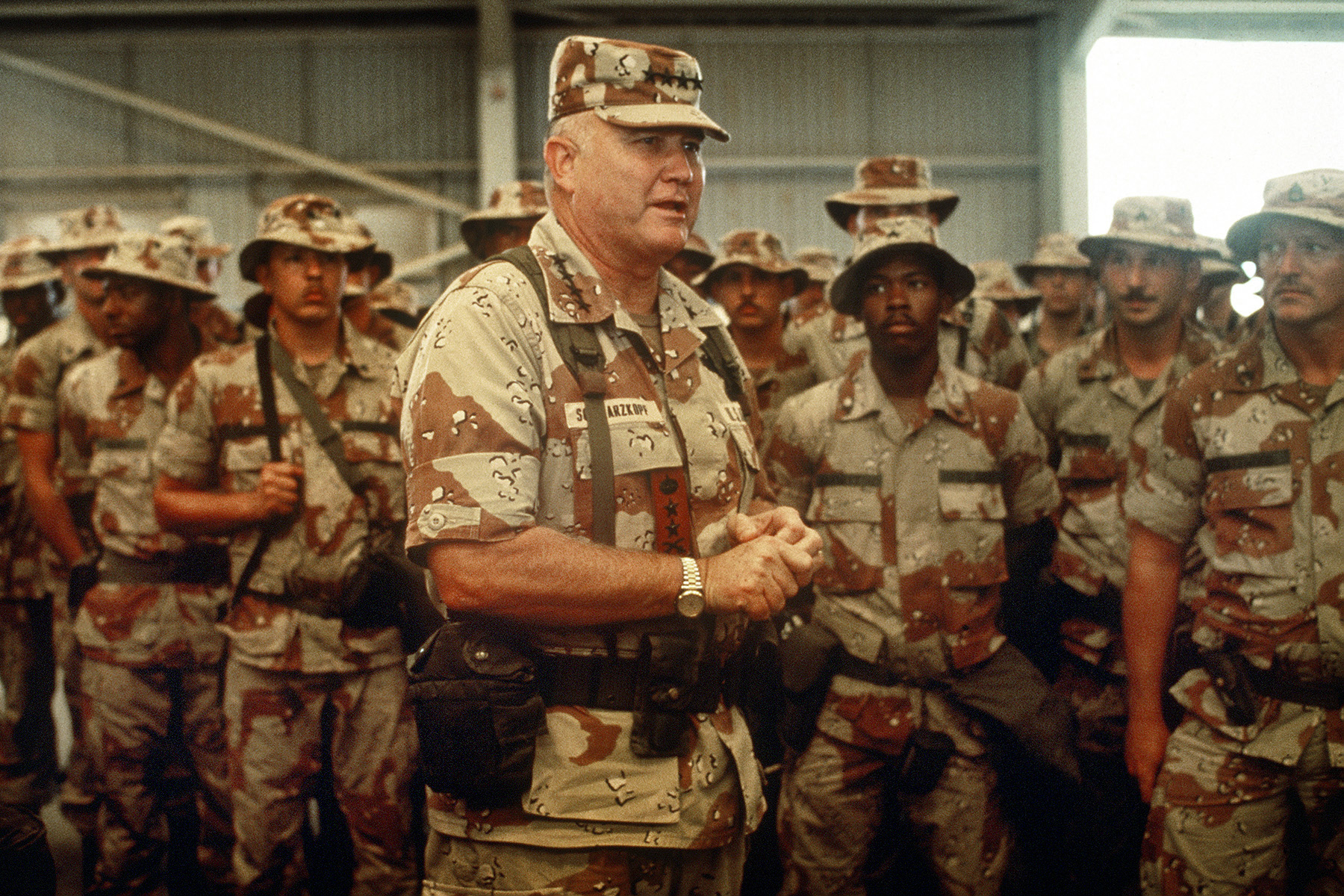
Schwarzkopf spreekt met de troepen (april 1992)

## Militaire loopbaan
- Second Lieutenant, United States Army: 1956[3]
- First Lieutenant, United States Army: 1958[3]
- Captain, United States Army: 1961
- Major, United States Army: juni 1965[3]
- Lieutenant Colonel, United States Army: juni 1969
- Colonel, United States Army: 1974[3]
- Brigadier General, United States Army: 1978[3]
- Major General, United States Army: 1979[3]
- Lieutenant General, United States Army:
- General, United States Army: 1988[3]

## Decoraties
Schwarzkopf ontving vele onderscheidingen. Hij is de meest gedecoreerde Amerikaanse militair sinds de Tweede Wereldoorlog. Zijn belangrijke onderscheidingen waren:
- Defense Distinguished Service Medal
- Distinguished Service Medal (Army) met drie Oak Leaf Clusters
- Distinguished Service Medal (US Navy)
- Air Force Distinguished Service Medal
- Coast Guard Distinguished Service Medal
- Silver Star met twee Oak Leaf Clusters
- Legioen van Verdienste
- Distinguished Flying Cross
- Bronze Star met Valor Device en twee Oak Leaf Clusters
- Purple Heart met een Oak Leaf Cluster
- Meritorious Service Medal met zes Oak Leaf Clusters
- Air Medaille (met award cijfer 9)
- Army Commendation Medal met drie Oak Leaf Clusters
- Meritorious Unit Commendation
- Presidential Medal of Freedom
- Congressional Gold Medal
- National Defense Service Medal met één Oak Leaf Cluster
- Armed Forces Expeditionary Medal
- Army Service Ribbon
- Armed Forces Expeditionary Medal
- Overseas Service Ribbon#Army|Army Overseas Service Ribbon with award numeral 3
- Bezettingsmedaille voor het Leger
- Grand officier of the Legion of Honour
- Ridder Commandeur in de Orde van het Bad
- Kruis voor Dapperheid met Palm en twee bronzen Palmen en een bronzen Ster
- Eremedaille van de Strijdkrachten
- Republiek van Vietnam Kruis voor Dapperheid Eenheids-onderscheiding Baton
- Vietnamese Campagne Medaille
- Vietnamese Service Medaille met vier bronzen campagne sterren
- Republiek van Vietnam Civil Actions Eenheids-onderscheiding Baton
- Gevechtsbadge Infanterist
- Master Parachutisten Badge (United States)
- Army Staff Identification Badge
- Office of the Joint Chiefs of Staff Identification Badge
- Office of the Secretary of Defense Identification Badge
- Republic of Vietnam Master Parachute Badge